# Port lotniczy Szanghaj-Pudong
Port lotniczy Szanghaj-Pudong (IATA:PVG, ICAO:ZSPD) – chiński międzynarodowy port lotniczy położony we wschodniej części dzielnicy Pudong, położony 35 km na południowy wschód od centrum Szanghaju. W 2019 obsłużył 76 mln pasażerów, co czyniło go trzecim najbardziej ruchliwym lotniskiem pasażerskim w Chinach. Jest to również trzecie co do wielkości lotnisko obsługujące ruch towarowy cargo na świecie.
Z Szanghajem połączony jest koleją magnetyczną typu transrapid. Trasa 30 km pokonywana jest w 7 minut i 20 sekund z maksymalną prędkością 431 km/h.

## Terminale

Plan portu lotniczego

### Terminal 1
Budowa Terminalu 1 była odpowiedzią na rosnące zapotrzebowanie na ruch lotniczy oraz miała na celu odciążenie ruchu na lotnisku Szanghaj-Hongqiao. Został on oddany do użytku i oficjalnie uruchomiony 1 października 1999 wraz z 4000-metrową drogą startową oraz centrum cargo. Z terminalu najbardziej korzystają dwie linie krajowe: China Eastern Airlines, Shanghai Airlines oraz 10 oferujących loty międzynarodowe: Qantas, American Airlines, Delta Airlines, SriLankan Airlines, Air France, Japan Airlines, Korean Air, KLM, China Airlines.

### Terminal 2
Terminal 2 oficjalnie otwarty został w marcu 2008, równolegle z inauguracją trzeciej drogi startowej. Dzięki tym inwestycjom cała infrastruktura lotniska zyskała zdolność do obsługi 60 mln pasażerów oraz przewozu ładunków cargo o łącznej wadze 4,2 miliona ton rocznie. Głównym użytkownikiem Terminalu 2 jest linia Air China oraz pozostałe linie zrzeszone w sojuszu Star Alliance - między innymi Austrian Airlines, Lufthansa, Swiss, czy Singapore Airlines.

## Linie lotnicze i połączenia
Z lotniska w Szanghaju można bezpośrednio dotrzeć do 225 portów lotniczych na całym świecie, obsługiwanych przez 83 linie lotnicze:
| Linia Lotnicza                | Kierunek |
| ----------------------------- | --- |
| 9 Air                         | 1. Guangzhou |
| Aerofłot                      | 1. Moskwa-Szeremietiewo |
| AirAsia                       | 1. Kota Kinabalu |
| AirAsia X                     | 1. Kuala Lumpur |
| Air Canada                    | 1. Vancouver |
| Air China                     | 1. Bangkok-Suvarnabhumi 2. Barcelona 3. Bazhong 4. Pekin 5. Pekin-Daxing 6. Changchun 7. Chengdu-Shuangliu 8. Chengdu-Tianfu 9. Chongqing 10. Daqing 11. Frankfurt 12. Fukuoka 13. Guangzhou 14. Guilin 15. Guiyang 16. Haikou 17. Hanoi 18. Harbin 19. Hohhot 20. Huizhou 21. Jiamusi 22. Kunming 23. Lanzhou 24. Londyn-Gatwick 25. Mediolan-Malpensa 26. Monachium 27. Nagoja-Centrair 28. Osaka-Kansai 29. Sendai 30. Shenzhen 31. Singapur 32. Tajpej-Taoyuan 33. Tiencin 34. Tokio-Narita 35. Urumczi 36. Xi’an 37. Xilinhot 38. Xining 39. Yinchuan 40. Zhanjiang 41. Zhuhai |
| Air France                    | 1. Paryż-Charles de Gaulle |
| Air Macau                     | 1. Makau |
| Air New Zealand               | 1. Auckland |
| Air Serbia                    | 1. Belgrad |
| All Nippon Airways            | 1. Osaka-Kansai 2. Tokio-Haneda 3. Tokio-Narita |
| American Airlines             | 1. Dallas-Fort Worth |
| Asiana Airlines               | 1. Seul-Inczon |
| Austrian Airlines             | 1. Wiedeń |
| Batik Air Malaysia            | 1. Kuala Lumpur |
| Beijing Capital Airlines      | 1. Bangkok-Suvarnabhumi 2. Xishuangbanna |
| British Airways               | 1. Londyn-Heathrow |
| Cathay Pacific                | 1. Hongkong |
| Cebu Pacific                  | 1. Manila |
| Chengdu Airlines              | 1. Chengdu-Shuangliu |
| China Airlines                | 1. Kaohsiung 2. Tajpej-Taoyuan |
| China Eastern Airlines        | 1. Amsterdam 2. Ankang 3. Auckland 4. Baise 5. Bangkok-Suvarnabhumi 6. Beihai 7. Pekin-Daxing 8. Bole 9. Brisbane 10. Pusan 11. Kair 12. Cebu 13. Changsha 14. Chaoyang 15. Chengdu 16. Chengdu-Tianfu 17. Chiang Mai 18. Chongqing 19. Kolombo 20. Daegu 21. Dali 22. Dalian 23. Datong 24. Dazhou 25. Denpasar 26. Dubaj 27. Ezhou 28. Frankfurt 29. Fukuoka 30. Fuyang 31. Fuzhou 32. Ganzhou 33. Guangzhou 34. Guiyang 35. Hami 36. Hanamaki 37. Handan 38. Hanoi 39. Harbin 40. Hefei 41. Heihe 42. Hiroshima 43. Ho Chi Minh 44. Hohhot 45. Hongkong 46. Huai’an 47. Stambuł 48. Dżakarta 49. Jeju 50. Jiagedaqi 51. Jiamusi 52. Jiayuguan 53. Jieyang 54. Jinan 55. Jinggangshan 56. Jingzhou 57. Jinzhou 58. Kagoshima 59. Kaszgar 60. Kazań 61. Komatsu 62. Korla 63. Kuala Lumpur 64. Kunming 65. Lanzhou 66. Lhasa 67. Lijiang 68. Linyi 69. Liping 70. Liuzhou 71. Londyn-Gatwick 72. Londyn-Heathrow 73. Los Angeles 74. Lüliang 75. Luoyang 76. Makau 77. Madryt-Barajas 78. Male 79. Mang 80. Manila 81. Manzhouli 82. Melbourne 83. Moskwa-Szeremietiewo 84. Nagasaki 85. Nagoja-Centrair 86. Naha 87. Nanchang 88. Nanchong 89. Nankin 90. Nanning 91. Nowy Jork-JFK 92. Niigata 93. Okayama 94. Ordos 95. Osaka-Kansai 96. Panzhihua 97. Paryż-Charles de Gaulle 98. Phnom Penh 99. Qingdao 100. Qionghai 101. Qiqihar 102. Quanzhou 103. Rijad 104. Rzym-Fiumicino 105. Sankt Petersburg 106. San Francisco 107. Sanya 108. Sapporo-Chitose 109. Seul-Inczon 110. Shennongjia 111. Shenyang 112. Shenzhen 113. Shijiazhuang 114. Shizuoka 115. Siĕm Réab 116. Singapur 117. Sydney 118. Tajpej-Taoyuan 119. Taiyuan 120. Tiencin 121. Tokio-Haneda 122. Tokio-Narita 123. Tonghua 124. Toronto-Pearson 125. Urumczi 126. Wenecja 127. Wenzhou 128. Wuhan 129. Xiamen 130. Xi’an 131. Xichang 132. Xingyi 133. Xining 134. Xinyang 135. Xishuangbanna 136. Rangun 137. Yanji 138. Yantai 139. Yibin 140. Yichang 141. Yichun 142. Yining 143. Yongzhou 144. Yuncheng 145. Zhangjiakou 146. Zhanjiang 147. Zhaotong 148. Zhengzhou 149. Zunyi-Maotai 150. Zunyi-Xinzhou Sezonowo: 1. Cairns 2. Perth |
| China Express Airlines        | 1. Chongqing |
| China Southern Airlines       | 1. Pekin-Daxing 2. Baishan 3. Changchun 4. Changsha 5. Chengdu-Tianfu 6. Dalian 7. Dandong 8. Daqing 9. Fukuoka 10. Guangzhou 11. Guiyang 12. Haikou 13. Harbin 14. Ho Chi Minh 15. Jieyang 16. Kaszgar 17. Kunming 18. Lanzhou 19. Nagoja-Centrair 20. Nanning 21. Nanyang 22. Osaka-Kansai 23. Qingdao 24. Sanya 25. Seul-Inczon 26. Shenyang 27. Shenzhen 28. Tajpej-Taoyuan 29. Tokio-Narita 30. Urumczi 31. Wuhan 32. Zhengzhou 33. Zhuhai |
| China United Airlines         | 1. Baicheng 2. Pekin-Daxing 3. Foshan 4. Shijiazhuang 5. Yulin |
| Chongqing Airlines            | 1. Chongqing |
| Colorful Guizhou Airlines     | 1. Guiyang |
| Dalian Airlines               | 1. Dalian |
| Delta Air Lines               | 1. Detroit 2. Los Angeles (wznowione 2 czerwca 2025) 3. Seattle-Tacoma |
| Donghai Airlines              | 1. Shenzhen |
| Eastar Jet                    | 1. Cheongju 2. Jeju 3. Seul-Inczon |
| EgyptAir                      | 1. Kair |
| Emirates                      | 1. Dubaj |
| Ethiopian Airlines            | 1. Addis Abeba |
| Etihad Airways                | 1. Abu Zabi |
| EVA Air                       | 1. Kaohsiung 2. Tajpej-Taoyuan |
| Finnair                       | 1. Helsinki |
| Garuda Indonesia              | 1. Dżakarta |
| Gulf Air                      | 1. Bahrajn |
| Hainan Airlines               | 1. Pekin 2. Bruksela 3. Changsha 4. Chengdu-Tianfu 5. Chongqing 6. Dalian 7. Guangzhou 8. Haikou 9. Shenzhen 10. Xi’an |
| Hebei Airlines                | 1. Shijiazhuang |
| Himalaya Airlines             | 1. Katmandu |
| Hong Kong Airlines            | 1. Hongkong |
| Japan Airlines                | 1. Nagoja-Centrair 2. Osaka-Kansai 3. Tokio-Haneda 4. Tokio-Narita |
| Jetstar Japan                 | 1. Tokio-Narita |
| Jin Air                       | 1. Jeju |
| Juneyao Airlines              | 1. Asahikawa 2. Ateny 3. Bangkok-Don Muang 4. Bangkok-Suvarnabhumi 5. Bayannur 6. Beihai 7. Bijie 8. Bruksela 9. Baishan 10. Changchun 11. Changsha 12. Changzhi 13. Chenzhou 14. Chiang Mai 15. Chifeng 16. Chongqing 17. Dalian 18. Denpasar 19. Dunhuang 20. Fukuoka 21. Fuzhou 22. Guilin 23. Guiyang 24. Guyuan 25. Haikou 26. Hulun Buir 27. Hanoi 28. Hanzhong 29. Harbin 30. Helsinki 31. Ho Chi Minh 32. Hongkong 33. Huizhou 34. Jeju 35. Jinchang 36. Kalibo 37. Kaohsiung 38. Kunming 39. Lanzhou 40. Lijiang 41. Linfen 42. Longyan 43. Makau 44. Manchester 45. Melbourne 46. Nagoja-Centrair 47. Naha 48. Nanning 49. Osaka-Kansai 50. Penang 51. Phuket 52. Qingdao 53. Sanming 54. Sanya 55. Sapporo-Chitose 56. Shaoguan 57. Shenyang 58. Shenzhen 59. Shuozhou 60. Singapur 61. Songyuan 62. Sydney 63. Tajpej-Taoyuan 64. Taiyuan 65. Tiencin 66. Tokio-Haneda 67. Tokio-Narita 68. Tongren 69. Urumczi 70. Władywostok 71. Wuhan 72. Xiamen 73. Xi’an 74. Xishuangbanna 75. Yinchuan 76. Yingkou 77. Yueyang 78. Yulin 79. Zhangjiajie 80. Zhangye 81. Zhengzhou 82. Zhongwei 83. Zhuhai |
| KLM                           | 1. Amsterdam |
| Korean Air                    | 1. Pusan 2. Seul-Inczon |
| Kunming Airlines              | 1. Kunming 2. Lijiang 3. Xishuangbanna |
| Loong Air                     | 1. Aksu 2. Yinchuan |
| Lucky Air                     | 1. Lijiang |
| Lufthansa                     | 1. Frankfurt 2. Monachium |
| Mahan Airlines                | 1. Teheran-Imam Khomeini |
| Malaysia Airlines             | 1. Kuala Lumpur |
| Peach Aviation                | 1. Osaka-Kansai 2. Tokio-Haneda |
| Philippine Airlines           | 1. Manila |
| Qanot Sharq                   | 1. Taszkent |
| Qatar Airways                 | 1. Doha |
| Qingdao Airlines              | 1. Qingdao |
| Royal Air Philippines         | Czartery: 1. Caticlan |
| S7 Airlines                   | 1. Irkuck 2. Władywostok |
| Shandong Airlines             | 1. Harbin 2. Qingdao 3. Xiamen |
| Shanghai Airlines             | 1. Anshan 2. Bangkok-Suvarnabhumi 3. Baotou 4. Budapeszt 5. Pusan 6. Casablanca 7. Changchun 8. Changsha 9. Chengdu-Shuangliu 10. Chengdu-Tianfu 11. Chongqing 12. Dalian 13. Fukuoka 14. Fuyang 15. Guilin 16. Guiyang 17. Haikou 18. Hulun Buir 19. Harbin 20. Hengyang 21. Hongkong 22. Karamay 23. Kota Kinabalu 24. Kuala Lumpur 25. Kunming 26. Lanzhou 27. Lianyungang 28. Linyi 29. Makau 30. Marsylia 31. Mianyang 32. Mudanjiang 33. Nagoja-Centrair 34. Nanning 35. Ningbo 36. Ordos 37. Osaka-Kansai 38. Penang 39. Phuket 40. Qinhuangdao 41. Rizhao 42. Sanya 43. Seul-Inczon 44. Shenyang 45. Tajpej-Songshan 46. Tangshan 47. Tiencin 48. Tokio-Haneda 49. Tongliao 50. Toyama 51. Urumczi 52. Wanzhou 53. Wenzhou 54. Wuzhou 55. Xining 56. Xinzhou 57. Yichang 58. Yinchuan 59. Zhangjiajie 60. Zhanjiang 61. Zhengzhou 62. Zhuhai |
| Shenzhen Airlines             | 1. Shenzhen |
| Sichuan Airlines              | 1. Chengdu-Shuangliu 2. Chengdu-Tianfu 3. Chongqing 4. Hulun Buir 5. Harbin 6. Kunming 7. Sanya 8. Urumczi 9. Xi’an |
| Singapore Airlines            | 1. Singapur |
| Sky Angkor Airlines           | 1. Phnom Penh |
| Spring Airlines               | 1. Bangkok-Don Muang 2. Bangkok-Suvarnabhumi 3. Pusan 4. Baishan 5. Changchun 6. Changde 7. Changsha 8. Chengdu-Tianfu 9. Chiang Mai 10. Chongqing 11. Dalian 12. Dongying 13. Enshi 14. Fukuoka 15. Guangyuan 16. Guangzhou 17. Guilin 18. Harbin 19. Heze 20. Ho Chi Minh 21. Hongkong 22. Zhijiang 23. Ibaraki 24. Jeju 25. Jieyang 26. Kaohsiung 27. Kunming 28. Lanzhou 29. Lijiang 30. Makau 31. Mianyang 32. Mohe 33. Nagoja-Centrair 34. Naha 35. Osaka-Kansai 36. Phuket 37. Qianjiang 38. Qingyang 39. Saga 40. Sanya 41. Sapporo-Chitose 42. Seul-Inczon 43. Shenyang 44. Shihezi 45. Shiyan 46. Singapur 47. Tajpej-Taoyuan 48. Taiyuan 49. Takamatsu 50. Tongliao 51. Tokio-Haneda 52. Tokio-Narita 53. Weihai 54. Wenshan 55. Wulong 56. Xi’an 57. Xishuangbanna 58. Yulin (Kuangsi) 59. Zhengzhou 60. Zunyi |
| Spring Airlines Japan         | 1. Tokio-Narita |
| Suparna Airlines              | 1. Changsha 2. Dalian 3. Guilin 4. Guiyang 5. Harbin 6. Langzhong 7. Qingdao 8. Zhengzhou |
| Swiss International Air Lines | 1. Zurych |
| Thai AirAsia                  | 1. Bangkok-Don Muang |
| Thai AirAsia X                | 1. Bangkok-Don Muang |
| Thai Airways International    | 1. Bangkok-Suvarnabhumi |
| Thai Lion Air                 | 1. Bangkok-Don Muang |
| Thai VietJet Air              | 1. Bangkok-Suvarnabhumi |
| Tianjin Airlines              | 1. Dalian 2. Tiencin 3. Weihai |
| Turkish Airlines              | 1. Stambuł |
| Uni Air                       | 1. Tajpej-Songshan |
| United Airlines               | 1. Los Angeles 2. San Francisco |
| Urumqi Air                    | 1. Urumczi 2. Yutian |
| VietJet Air                   | 1. Ho Chi Minh 2. Nha Trang |
| Vietnam Airlines              | 1. Hanoi 2. Ho Chi Minh 3. Nha Trang Czartery: 1. Phú Quốc |
| West Air                      | 1. Chongqing |
| Xiamen Air                    | 1. Pekin-Daxing 2. Fuzhou |

## Statystyki
Roczne statystyki ruchu pasażerskiego oraz cargo na lotnisku:
| Rok  | Liczba pasażerów | % zmiana | Liczba operacji lotniczych | Ładunek (tony) |
| ---- | ---------------- | -------- | -------------------------- | -------------- |
| 2006 | 26 788 586       |          | 231 994                    |                |
| 2007 | 28 920 432       | 8,0%     | 253 532                    | 2 559 098      |
| 2008 | 28 235 691       | - 2,4%   | 265 735                    | 2 603 027      |
| 2009 | 31 921 009       | 13,1%    | 287 916                    | 2 543 394      |
| 2010 | 40 578 621       | 27,1%    | 332 126                    | 3 228 081      |
| 2011 | 41 447 730       | 2,1%     | 344 086                    | 3 085 268      |
| 2012 | 44 880 164       | 8,3%     | 361 720                    | 2 938 157      |
| 2013 | 47 189 849       | 5,1%     | 371 190                    | 2 928 527      |
| 2014 | 51 687 894       | 9,5%     | 402 105                    | 3 181 654      |
| 2015 | 60 098 073       | 16,3%    | 449 171                    | 3 275 231      |
| 2016 | 66 002 414       | 9,8%     | 479 902                    | 3 440 280      |
| 2017 | 70 001 237       | 6,1%     | 496 774                    | 3 835 600      |
| 2018 | 74 006 331       | 5,7%     | 504 794                    | 3 768 573      |
| 2019 | 76 153 455       | 2,9%     | 581 848                    | 3 624 230      |
| 2020 | 30 476 531       | - 59,9%  | 325 678                    | 3 686 627      |
| 2021 | 32 206 814       | 5,6%     | 349 524                    | 3 982 616      |
| 2022 | 14 178 385       | - 56,0%  | 204 378                    | 3 117 215      |
| 2023 | 54 476 397       | 284,2%   | 433 867                    | 3 440 084      |